# Imperatorina
Imperatorina es una furocumarina y un fitoquímico que se ha aislado de Urena lobata L. (Malvaceae), Angelica archangelica, Angelica dahurica, Glehnia littoralis, Saposhnikovia divaricata, Cnidium monnieri, Incarvillea younghusbandii y Zanthoxylum americanum mill. Es biosintetizada de umbeliferona, un derivado de la cumarina.

## Aislamiento
El procedimiento para el aislamiento de la imperatorina de Urena lobata implica exhaustivamente la extracción bajo reflujo con benceno de las raíces secadas al aire y pulverizadas seguido de la separación por cromatografía en columna.